# 魚部
魚部（）は、漢字を部首により分類したグループの一つ。
康熙字典214部首では195番目に置かれる（11画の最初、亥集の9番目）。

## 概要
「魚」字は水生動物の一種である魚類の総称として用いられる。また動詞として魚を捕まえることを意味したが、この字義には後に「漁」字が作られた。その字形は魚を側面から見た形に象っており、上が頭で下が尾である。
偏旁の意符としては魚類や水生動物に関することを示す。その大部分は名詞であり、魚や水生動物の種類やその加工食品などの名称が大半を占める。
魚部はこのような意符を構成要素に持つ漢字を収録する。なお大陸の中国と異なり、日本は海洋国であるため、魚部の漢字には日本独自の国字や国訓が数多く存在する。
中国簡体字では「鱼」の形を用いる。

## 部首の通称
- 日本：魚偏（うおへん）
- 中国：魚字旁・魚字頭
- 韓国：물고기어부（mulgogi eo bu、さかなの魚部）
- 英米：Radical fish

## 部首字
魚
- 中古音
  - 広韻 - 語居切、魚韻、平声
  - 詩韻 - 魚韻、平声
  - 三十六字母 - 疑母
- 現代音
  - 普通話 - ピンイン：yú 注音：ㄩˊ ウェード式：yü2
  - 広東語 - Jyutping:jyu4 イェール式:yu4
- 日本語 - 音：ギョ（漢音）・ゴ（呉音） 訓：うお・さかな
- 朝鮮語 - 音：어(eo) 訓：물고기（mulgogi、さかな）

## 例字
鯉・鯛・鮫・鯒・鯨・鮨・鮓・鮟・鱇・鮪・鮭・鯔・鰤・鰺・鰈・鯖・鮠・鰆・鮎・鱈・鰯・鰊・鯱・鰌・鯰・鰮・鰍・鰭・鰡・鰻・鰹・鱒・鱗・鱧・鱶・鱸・𩻩・鰐・𩸽・鯬・鯭・䱚・䱛・䱝・䱞・䱠・䱢・䱣・䱦・䱧・鱠・鱫・鱜・鱞・鱤・鱥・鱟・鱪・鱐・鱢・鱣・鱩・鱯・鱮・鱡・鱦・䲐・䲑・䲒・䲓・䲔・鱭・鱨・鱴・鱬・鱱・䲖・䲗・䲘・䲛・鱵・鱲・鱳・䲙・鱷・䲚・鱹・鱺・鱻・䲜